# Hiperplano
Um hiperplano é um conceito em geometria. Ele é a generalização do plano em diferentes números de dimensões.
Na geometria, um hiperplano pode ser um espaço vetorial, transformação afim ou o sub-espaço de dimensão n-1. Em particular, num espaço tridimensional um hiperplano é um plano habitual. Num espaço bidimensional, um hiperplano é uma reta. Num espaço unidimensional, um hiperplano é um ponto.
Denomina-se hiperplano em {\displaystyle \chi } (por exemplo, {\displaystyle \chi =\mathbb {R} ^{N}}) um conjunto de elementos tais que 
{\displaystyle H=\left[x\in \chi :p^{T}\cdot x=b\right]}
, sendo {\displaystyle p} um vetor não-nulo  normal  a {\displaystyle H} e também pertence a {\displaystyle \chi }, e {\displaystyle b} pertence ao conjunto dos números reais.
Um hiperplano é um espaço vetorial se {\displaystyle b=0}

## Hiperplano nos números reais
Um hiperplano em {\displaystyle \mathbb {R} ^{1}} é calculado tendo as coordenadas do ponto, em {\displaystyle \mathbb {R} ^{2}} tendo as coordenadas de um ponto qualquer da reta e sua direção, sendo essa direção tanto em coordenadas polares (em função ângulo agudo formado com o eixo {\displaystyle x}) ou tanto como vetorial. Em {\displaystyle \mathbb {R} ^{3}} é possível calcular tendo um ponto do plano e o vetor normal a ele, sendo este composto pelos coeficientes de {\displaystyle x}, {\displaystyle y} e {\displaystyle z}, respectivamente.

### Exemplo
{\displaystyle \mathbb {R} ^{1}}
```
P = 

  

    

      

        
(

        

          
x

          

            
o

          

        

        
,

        

          
y

          

            
o

          

        

        
,

        

          
z

          

            
o

          

        

        
)

      

    

    
{\displaystyle (x_{o},y_{o},z_{o})}

  

P = 

  

    

      

        
(

        
1

        
,

        
0

        
,

        
3

        
)

      

    

    
{\displaystyle (1,0,3)}

  

```

{\displaystyle \mathbb {R} ^{2}}
```
r: 

  

    

      

        
x

        
=

        

          
x

          

            
o

          

        

        
+

        
a

        
t

      

    

    
{\displaystyle x=x_{o}+at}

  

                        vetor diretor 

  

    

      

        
(

        
a

        
,

        
b

        
,

        
c

        
)

      

    

    
{\displaystyle (a,b,c)}

  

   

  

    

      

        
y

        
=

        

          
y

          

            
o

          

        

        
+

        
b

        
t

      

    

    
{\displaystyle y=y_{o}+bt}

  

                        ponto arbitrário 

  

    

      

        
(

        

          
x

          

            
o

          

        

        
,

        

          
y

          

            
o

          

        

        
,

        

          
z

          

            
o

          

        

        
)

      

    

    
{\displaystyle (x_{o},y_{o},z_{o})}

  

   

  

    

      

        
z

        
=

        

          
z

          

            
o

          

        

        
+

        
c

        
t

      

    

    
{\displaystyle z=z_{o}+ct}

  

```

```
r: 

  

    

      

        
x

        
=

        
2

        
+

        
3

        
t

      

    

    
{\displaystyle x=2+3t}

  

   

  

    

      

        
y

        
=

        
3

        
+

        
4

        
t

      

    

    
{\displaystyle y=3+4t}

  

   

  

    

      

        
z

        
=

        
2

        
t

      

    

    
{\displaystyle z=2t}

  

```

```
O ponto escolhido no exemplo foi P = 

  

    

      

        
(

        
2

        
,

        
3

        
,

        
0

        
)

      

    

    
{\displaystyle (2,3,0)}

  

 e o vetor foi 

  

    

      

        
v

        
=

        
(

        
3

        
,

        
4

        
,

        
2

        
)

      

    

    
{\displaystyle v=(3,4,2)}

  

```

{\displaystyle \mathbb {R} ^{3}}
{\displaystyle ax+by+cz+d=0} {\displaystyle vetornormal=(a,b,c)}
{\displaystyle 2x+3y-z=15}
Vetor normal ao plano {\displaystyle v=(2,3,-1)}.

## Propriedades
- Um hiperplano em um espaço de dimensão {\displaystyle n} é um conjunto  afim  com dimensão {\displaystyle n-1}.
- Um hiperplano divide o espaço em dois semi-espaços fechados e convexos, mas não afins[1]
- Um hiperplano pode ser descrito por uma equação linear não degenerada na seguinte forma:

{\displaystyle a_{1}x_{1}+a_{2}x_{2}+\ldots +a_{n}x_{n}=b\,\!}